# Национално законодавство Јужног Судана
Национално законодавство Јужног Судана (енгл. National Legislature of South Sudan) нова је државна институција Јужног Судана усвојена на основу одредбе Устава из 2011. године по проглашењу независности. Према типу је дводомна и састоји се из Већа вилајета (Горњи дом) и Парламента (доњи дом). Говорник је Џејмс Вани Ига, а седиште је у главном граду Џуби.

## Улога
Улога Законодавне власти Јужног Судана је следећа:
- разматра и усваја амандмане на Устав
- распушта скупштину
- разматра изјаве Председника и спроводи одлуке ако је потребно
- усваја извештај о годишњим приходима и расходима
- опозива Председника
- доноси одлуку о ступању у рат
- потврђује све одлуке везане за ванредно стање у држави

## Квалификација
Свака особа може бити члан Законодавне власти Јужног Судана, ако испуњава следеће услове:
- држављанин је Јужног Судана
- има најмање 21 годину
- здравог је разума
- образована
- није осуђивана или кривично гоњена у претходних седам година